# Wróbel palestyński
Wróbel palestyński (Passer moabiticus) – gatunek małego ptaka z rodziny wróbli (Passeridae). Występuje w Turcji, Syrii, Iraku, Libanie, Izraelu, na Terytoriach Palestyńskich, w Jordanii, Egipcie północno-wschodnim, jak też w Iranie, Afganistanie i Pakistanie; od 1980 na Cyprze. Czasami jest spotykany w Grecji oraz we wszystkich krajach Zatoki Perskiej od Kuwejtu po Zjednoczone Emiraty Arabskie. Nie jest zagrożony wyginięciem.

## Taksonomia
Po raz pierwszy gatunek opisał Henry Baker Tristram; opis ukazał się w 1864 na łamach Proceedings of the Zoological Society of London. Holotyp pochodził z Palestyny. Autor zamieścił jedynie opis upierzenia i wymiary. Nadał nowemu gatunkowi nazwę Passer moabiticus. Obecnie (2024) Międzynarodowy Komitet Ornitologiczny (IOC) podtrzymuje tę klasyfikację. Prawdopodobnie wróbel palestyński wyewoluował z jakiejś wczesnej populacji wróbli, które zostały uwięzione w obszarze wolnym od lodowców w dorzeczu Eufratu i Tygrysu podczas zlodowacenia plejstoceńskiego (15–25 tys. lat temu). Sam gatunek odkryty został właśnie w 1864 przez H. M. Upchera, na południowych rubieżach Morza Martwego (w języku angielskim ptak ten zwie się Dead Sea Sparrow). W 1961 została opisana kość przedszczękowa z jaskini Umm al-Katafa (Oumm-Qatafa) nieopodal Jerozolimy; jej wiek oszacowano na około 300 tys. lat p.n.e.; należała do wróbla palestyńskiego lub prekursora gatunku.
IOC wyróżnia dwa podgatunki. Przedstawiciele Passer m. yatii bywali dawniej wydzielani do osobnego gatunku – wróbla afgańskiego (Passer yatii), głównie ze względu na morfologię i izolację geograficzną. Proponowany podgatunek P. m. mesopotamicus (opisany z południowo-zachodniego Iranu jako gatunek) jest obecnie włączany do podgatunku nominatywnego.

## Podgatunki i zasięg występowania
IOC wyróżnia następujące podgatunki:
- P. m. moabiticus Tristram, 1864 – wróbel palestyński[4] – Cypr (od 1980, kiedy to znaleziono tam 2 gniazda[8]), Izrael, zachodnia Jordania, południowa Turcja, północna Syria, Irak i południowo-zachodni Iran[7]
- P. m. yatii Sharpe, 1888 – wróbel afgański[4] – region Sistan na pograniczu wschodniego Iranu i południowo-zachodniego Afganistanu[7]

Częściowo wędrowny.

## Morfologia
Długość ciała wynosi 11,5–13 cm, masa ciała 14–20 g. Występuje dymorfizm płciowy w upierzeniu, przy czym samica wygląda jak samice wróbla domowego (Passer domesticus), jednak po bokach szyi ma żółte plamy. U samca wierzch głowy i kark popielate. Biała brew za okiem przechodzi w kolor cynamonowy; przez oko przebiega ciemny pasek. Kantarek ubarwiony jak wierzch głowy. Gardło zdobi mały, czarny śliniak, oddzielony od kantarka białym paskiem; po bokach szyi występują żółte plamy. Górna część grzbietu płowa, pokryta czarnymi paskami; niższa część grzbietu i kuper popielate. Pokrywy skrzydłowe kasztanowe, pozostałą jego część pokrywają czarno-brązowe pasy. Spód ciała jasnoszary, ciemniejszy na bokach; w sezonie lęgowym bardziej żółtawy dzięki ścieraniu się końcówek piór. Pokrywy podogonowe cynamonowobrązowe. Dziób czarny w sezonie lęgowym, poza tym o barwie rogowej. Młode są podobne do samic.

## Ekologia i zachowanie

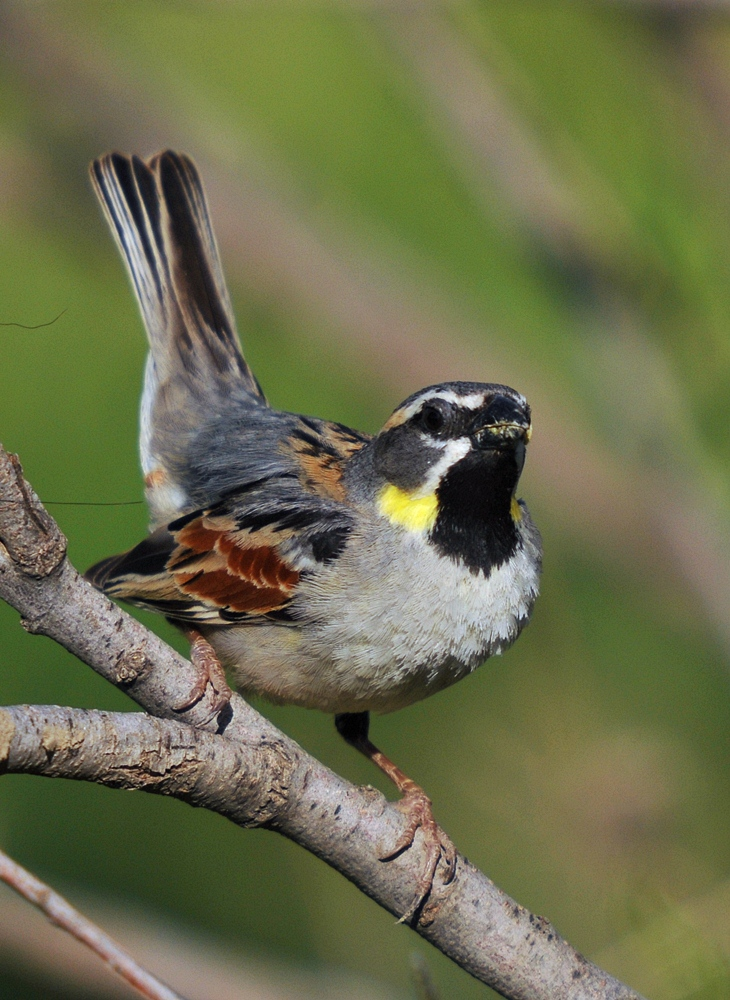
Samiec

Środowiskiem życia wróbli palestyńskich są nadbrzeżne lub nadrzeczne zakrzewienia i zadrzewienia oraz półpustynie z systemem nawadniania. Odwiedzają m.in. tamaryszki, topole, miejscami szuwary. Przebywają w luźnych stadach, zimą niekiedy z wróblami domowymi lub śródziemnomorskimi (Passer hispaniolensis). Żerują na ziemi lub nisko w roślinności, głównie na nasionach traw, ciborowatych, krzewów – jak tamaryszki i sodówki. Zjadają również owady. Co nie jest typowe dla wróbli, występowanie wróbli palestyńskich nie jest uwarunkowane przez ludzkiego pochodzenia zabudowę, również mieszkaniową.

### Lęgi
Okres lęgowy trwa od marca do czerwca, w ciągu roku do 3 lęgów. Na początku sezonu lęgowego samce odłączają się od stada i obejmują określone terytoria, zaznaczając je charakterystycznym wróblim głosem – czip czip. Główna struktura gniazda utworzona jest z martwych gałęzi. Po dobraniu się w parę, samiec z samicą wspólnie uzupełniają wyściółkę gniazda, jak puch roślinny, pióra i sierść. Gotowa, zadaszona struktura o jajowatym kształcie jest dość duża w porównaniu do samego ptaka, wysoka na 30–40 cm, długa na 20–35 cm i mająca masę od 0,2 do 1 kg. Wewnątrz gniazdo zorganizowane jest tak, by przez otwór wejściowy nie dało się zobaczyć jaj. Zwykle w zniesieniu jest ich od 3 do 5, składane są przeważnie nad ranem w jednodniowych odstępach. Biologię rozrodu tych ptaków badano w Izraelu. Temperatura wahała się od 15 do 41 °C (w basenie Morza Martwego może przekroczyć nawet 45 °C), przeciętnie w ciągu dnia wynosiła 33,7 °C. Ptaki utrzymywały stałą temperaturę jaj 25–39 °C. Możliwe, że nie są one wysiadywanie w „klasyczny” sposób, na co wskazywałoby dość niesynchroniczne jak na wróblowe klucie się piskląt – może się rozciągnąć na dwa dni.

## Status i zagrożenia
IUCN uznaje wróbla palestyńskiego za gatunek najmniejszej troski (LC, Least Concern) nieprzerwanie od 1988 (stan w 2020); trend populacji zdaje się być spadkowy. W Europie, według danych z 2015, BirdLife International lokalnie uznaje wróbla palestyńskiego za narażonego (VU, Vulnerable) ze względu na niewielką populację, której liczebność spada z powodu niszczenia środowiska i stosowania pestycydów.